# Michael Gray (piłkarz)
Michael Gray (ur. 3 sierpnia 1974 w Sunderlandzie) – angielski piłkarz grający na pozycji lewego obrońcy. W swojej karierze rozegrał 3 mecze w reprezentacji Anglii.

## Kariera klubowa
Swoją karierę piłkarską Gray rozpoczął w klubie Manchester United. Następnie jeszcze jako junior podjął treningi w Sunderlandzie. W 1992 roku stał się członkiem pierwszej drużyny. 21 listopada 1992 zadebiutował w jej barwach w Division One w wygranym 1:0 wyjazdowym meczu z Derby County. W debiutanckim sezonie stał się podstawowym zawodnikiem Sunderlandu. W 1996 roku po raz pierwszy awansował z Sunderlandem do Premier League, ale pobyt tego klubu w najwyższej klasie rozgrywkowej Anglii trwał jedynie rok. W sezonie 1998/1999 Gray ponownie wywalczył awans do Premiership, a w 2003 roku spadł do Division One. W tym samym roku został na krótko wypożyczony do Celtiku.
W 2004 roku Gray został zawodnikiem Blackburn Rovers. Swój debiut w nim zanotował 1 lutego 2004 w przegranym 2:3 domowym meczu z Chelsea. Na początku 2005 roku został wypożyczony do Leeds United, w którym zadebiutował 5 lutego w wyjazdowym meczu z Burnley (1:0). W sezonie 2005/2006 grał w Blackburn, a wiosną 2007 - ponownie w Leeds United.
Latem 2007 roku Gray przeszedł z Blackburn do Wolverhampton Wanderers. Występował w nim do końca 2008 roku. Na początku 2009 roku został piłkarzem Sheffield Wednesday. Grał w nim do końca swojej kariery, czyli do 2010 roku.
| Sezon   | Klub                    | Kraj    | Rozgrywki      | Mecze | Bramki |
| ------- | ----------------------- | ------- | -------------- | ----- | ------ |
| 1992/93 | Sunderland              | Anglia  | Division One   | 27    | 2      |
| 1993/94 | Sunderland              | Anglia  | Division One   | 22    | 1      |
| 1994/95 | Sunderland              | Anglia  | Division One   | 16    | 0      |
| 1995/96 | Sunderland              | Anglia  | Division One   | 46    | 4      |
| 1996/97 | Sunderland              | Anglia  | Premier League | 34    | 3      |
| 1997/98 | Sunderland              | Anglia  | Division One   | 44    | 2      |
| 1998/99 | Sunderland              | Anglia  | Division One   | 37    | 2      |
| 1999/00 | Sunderland              | Anglia  | Premier League | 33    | 0      |
| 2000/01 | Sunderland              | Anglia  | Premier League | 36    | 1      |
| 2001/02 | Sunderland              | Anglia  | Premier League | 35    | 0      |
| 2002/03 | Sunderland              | Anglia  | Premier League | 32    | 1      |
| 2003/04 | Sunderland              | Anglia  | Division One   | 1     | 0      |
| 2003/04 | Celtic F.C.             | Szkocja | Premier League | 7     | 0      |
| 2003/04 | Blackburn Rovers        | Anglia  | Premier League | 14    | 0      |
| 2004/05 | Blackburn Rovers        | Anglia  | Premier League | 9     | 0      |
| 2004/05 | Leeds United            | Anglia  | Championship   | 10    | 0      |
| 2005/06 | Blackburn Rovers        | Anglia  | Premier League | 30    | 0      |
| 2006/07 | Blackburn Rovers        | Anglia  | Premier League | 11    | 0      |
| 2006/07 | Leeds United            | Anglia  | Championship   | 6     | 0      |
| 2007/08 | Wolverhampton Wanderers | Anglia  | Championship   | 33    | 3      |
| 2008/09 | Wolverhampton Wanderers | Anglia  | Championship   | 8     | 1      |
| 2008/09 | Sheffield Wednesday     | Anglia  | Championship   | 13    | 0      |
| 2009/10 | Sheffield Wednesday     | Anglia  | Championship   | 30    | 2      |

## Kariera reprezentacyjna
W reprezentacji Anglii Gray zadebiutował 28 kwietnia 1999 w zremisowanym 1:1 towarzyskim meczu z Węgrami, rozegranym w Budapeszcie. W tym samym roku zagrał również w eliminacjach do Euro 2000. Łącznie w kadrze narodowej rozegrał 3 mecze.
| Mecze i gole w reprezentacji | Mecze i gole w reprezentacji | Mecze i gole w reprezentacji | Mecze i gole w reprezentacji | Mecze i gole w reprezentacji | Mecze i gole w reprezentacji | Mecze i gole w reprezentacji |
| #                            | Data                         | Stadion                      | Rywal                        | Wynik                        | Gol                          | Rozgrywki                    |
| 1999                         | 1999                         | 1999                         | 1999                         | 1999                         | 1999                         | 1999                         |
| ---------------------------- | ---------------------------- | ---------------------------- | ---------------------------- | ---------------------------- | ---------------------------- | ---------------------------- |
| 1.                           | 28.04.1999                   | Budapeszt, Węgry             | Węgry                        | 1:1                          | 0                            | towarzyski                   |
| 2.                           | 05.06.1999                   | Londyn, Anglia               | Szwecja                      | 0:0                          | 0                            | el. ME 2000                  |
| 3.                           | 05.06.1999                   | Sofia, Bułgaria              | Bułgaria                     | 1:1                          | 0                            | el. ME 2000                  |